# Cottus confusus
Cottus confusus är en fiskart som beskrevs av Bailey och Bond, 1963. Cottus confusus ingår i släktet Cottus och familjen simpor. Inga underarter finns listade i Catalogue of Life.